# جولييان كورونيل
جولييان كورونيل (بالإسبانية: Julián Coronel) (23 أكتوبر 1958 بباراغواي - ) هو مدرب كرة قدم ولاعب كرة قدم باراغواياني في مركز حراسة المرمى، شارك في كأس العالم 1986. وشارك مع منتخب الباراغواي تحت 20 سنة لكرة القدم ومنتخب باراغواي لكرة القدم. أما مع النوادي، فقد لعب مع نادي أونيفرسيداد كاتوليكا وIndependiente F.B.C. ‏ ونادي غواراني (نادي كرة قدم).

## وصلات خارجية
- جولييان كورونيل على موقع الاتحاد الدولي (مؤرشف)  (الإنجليزية)
- جولييان كورونيل على موقع قاعدة بيانات كرة القدم.إي يو (الإنجليزية)
- جولييان كورونيل على موقع ناشيونال فوتبول تيمز (الإنجليزية)
- جولييان كورونيل على موقع عالم كرة القدم.نت (الإنجليزية)